# Templo de Santiago (Chile)
El Templo de Santiago, Chile es un templo construido y operado por La Iglesia de Jesucristo de los Santos de los Últimos Días. Es el templo número 26 en ser dedicado por la Iglesia, siendo también el primero en un país de habla hispana y el segundo en América del Sur después del templo de São Paulo, Brasil.

## Historia
La doctrina SUD de los templos tiene su origen en 1832, dos años después de la organización de la iglesia, cuando, de acuerdo a la creencia de la Iglesia de Jesucristo de Los Santos de los Últimos Días, su fundador y primer profeta Joseph Smith recibiera una revelación divina en la que Jesucristo le refiriera el deseo de la construcción de templos. En 1836 Smith y la iglesia completaron el templo de Kirtland, el primer templo SUD, en la ciudad de Kirtland, Ohio.
Parley P. Pratt, contemporáneo de José Smith, fue el primer apóstol de la Iglesia de Jesucristo de Los Santos de los Últimos Días que visitó Chile, el 8 de noviembre de 1851. Pratt describió las plantaciones, granjas y viñedos del valle del Río Aconcagua, «fértiles como el Edén». Al retirarse Pratt de Chile la iglesia no envió misioneros al país sino hasta 1956. Para 1972, año que se organizó la primera estaca en el país, la iglesia SUD en Chile tenía unos 20.000 miembros, para la dedicación del templo en 1983, la iglesia registró 146,000 miembros y 420,000 para el año 1995.

## Anuncio
Los planes de construir un templo en Chile fueron anunciados durante la Conferencia General de la iglesia el 2 de abril de 1980. Un total de siete templos nuevos fueron anunciados el mismo día, la mayor cantidad anunciados por la iglesia hasta la fecha. Se anticipaban que los templos tuvieran un diseño similar y de menor tamaño que los templos la iglesia venía construyendo a nivel mundial.

## Dedicación

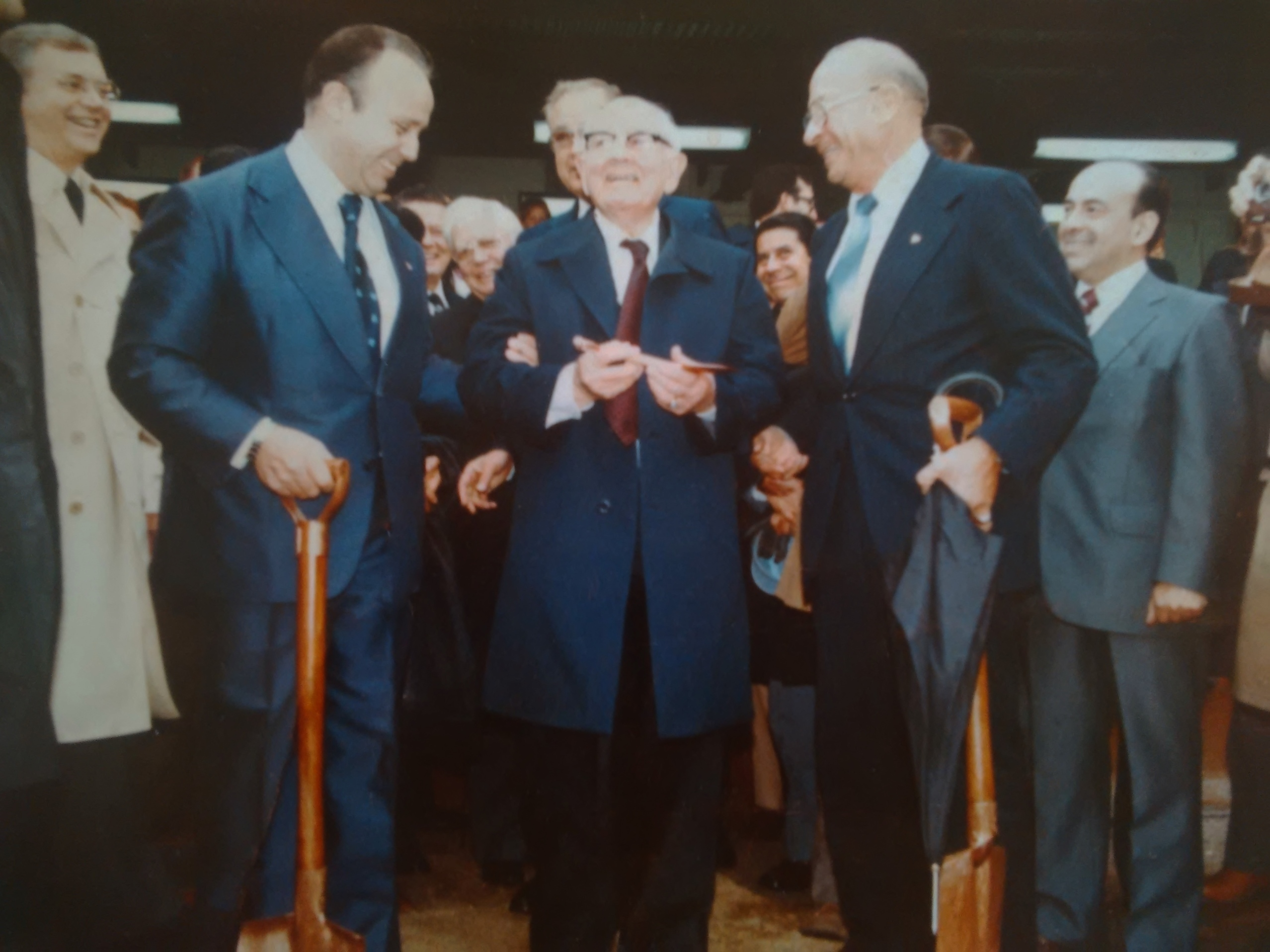
Primera palada del Templo de Santiago. Al centro, Spencer W. Kimball. A la derecha, con un paraguas en la mano, Carlos A. Cifuentes (30 de mayo de 1981).

La ceremonia de la primera palada de la construcción del templo de Santiago fue el 30 de mayo de 1981 presidida por el entonces presidente de la iglesia Spencer W. Kimball (1895-1985†), y otros líderes prominentes de la Iglesia en Chile, como Carlos A. Cifuentes (1913-1983†), quien fuera Representante Regional y Presidente del comité del Templo (1979-1983) hasta su fallecimiento algunos días después de participar en las ceremonias de dedicación del templo de Santiago. Unos 6 mil fieles y locales asistieron a la ceremonia que incluyó una oración dedicatoria. El momento es considerado milagroso entre los devotos en vista que la lluvia del día paró de caer en el momento que Kimball se levantó a discursar a los presentes.
Dos años después, del 15 al 17 de septiembre de 1983, Gordon B. Hinckley dedicó el templo para sus actividades eclesiásticas. Previo a ello, desde el 24 de agosto y el 8 de septiembre de ese mismo año, la iglesia permitió un recorrido público de las instalaciones y del interior del templo al que asistieron más de 24.000 visitantes. El templo santiaguino actualmente sirve a unos 540.000 Santos de los Últimos Días (como son denominados los mormones) de Chile, más algunas áreas de Argentina, incluyendo la ciudad de Mendoza, Guaymallén y otras ciudades del oeste de ese país.

## Re-dedicación
El templo de Santiago fue renovado y re-dedicado por Hinckley, el 12 de marzo de 2006 en dos sesiones, incluyendo un acto cultural en el Estadio Monumental al que asistieron unas 45.000 personas. Como parte de la reconstrucción, el templo fue agrandado un 30%—incluyendo dos salones matrimoniales adicionales—, y renovado su exterior. Se instaló una nueva pila en el baptisterio al que se añadió un soporte constituido por 12 bueyes esculpidos. El zócalo del interior en el área de espera fue tallado a mano con motivos del copihue, la flor nacional de Chile, colocados alrededor del interior del templo, como en las manijas y vitrales. El baptisterio y la entrada principal del templo están decoradas con pisos de mármol chileno y lapislázuli, una de las piedras nacionales de Chile.
La ceremonial re-dedicación del templo de Santiago fue precedida por una casa abierta que permitió al público recorrer el interior, incluyendo el salón celestial, los altares para sellamientos matrimoniales, etc. Unas 62.000 personas hicieron el recorrido desde el 21 de enero al 11 de febrero de 2006.

## Características
El templo de Santiago se construyó en un lote de una hectárea, tiene un total de 1900 m² de construcción, cuenta con dos salones para ordenanzas SUD y tres salones de sellamientos matrimoniales. La arquitectura es una adaptación moderna de un diseño de un pináculo que mide 23 metros. Otros templos con un solo pináculo incluyen el templo de Apia, Samoa, el templo de Nuku'alofa, Tonga y el templo de Sídney, Australia.
Desde su construcción, el templo de Santiago recibió construcciones adicionales en la propiedad del terreno, cosa poco frecuente entre los templos SUD, especialmente la adición de dormitorios para aquellos que viajan al templo de regiones distantes.